# Europees kampioenschap voetbal mannen onder 17 - 2012 (kwalificatie)
Het kwalificatietoernooi voor het Europees kampioenschap voetbal onder 17 voor mannen was een toernooi dat duurde van 21 september 2011 tot en met 31 maart 2012. Dit toernooi zou bepalen welke 7 landen zich kwalificeerden voor het Europees kampioenschap voetbal mannen onder 17 van 2012.
Alle landen van de UEFA mochten meedoen aan dit toernooi. Het toernooi werd verdeeld over twee rondes. De eerste ronde werd de kwalificatieronde genoemd. De tweede ronde heet de eliteronde. Slovenië hoefde hier niet aan mee te doen, dit land was als gastland automatisch gekwalificeerd.

## Gekwalificeerde landen
| Land      | Gekwalificeerd als          | Beste prestatie     |
| --------- | --------------------------- | ------------------- |
| Slovenië  | Gastland                    | Eerste deelname     |
| Frankrijk | Eliteronde: Winnaar groep 1 | Kampioen (2004)     |
| Polen     | Eliteronde: Winnaar groep 2 | Groepsfase (2002)   |
| Georgië   | Eliteronde: Winnaar groep 3 | Kwartfinale (2002)  |
| Duitsland | Eliteronde: Winnaar groep 4 | Kampioen (2009)     |
| Nederland | Eliteronde: Winnaar groep 5 | Kampioen (2011)     |
| IJsland   | Eliteronde: Winnaar groep 6 | Groepsfase (2007)   |
| België    | Eliteronde: Winnaar groep 7 | Halve finale (2007) |

## Loting kwalificatieronde
De loting vond plaats op 30 november 2010 om 8:30 in Nyon, Zwitserland. De 52 deelnemende landen werden verdeeld over twee potten. Daarbij is rekening gehouden met de coëfficiëntenlijst.
| Pot A | Pot B |
| --- | --- |
| Spanje Engeland Zwitserland Nederland Frankrijk Duitsland Turkije Kroatië Portugal Tsjechië Servië Griekenland Italië Ierland Oostenrijk België Wales Roemenië Slowakije Polen Noord-Ierland Schotland Hongarije Noorwegen Zweden Georgië | Finland Denemarken Israël Luxemburg Rusland Wit-Rusland Bosnië en Herzegovina Azerbeidzjan Oekraïne Estland Bulgarije Cyprus IJsland Moldavië Noord-Macedonië Malta Litouwen Andorra Letland Faeröer Kazachstan Montenegro Armenië Albanië Liechtenstein San Marino |

## Kwalificatieronde

### Groep 1
De wedstrijden werden gespeeld tussen 23 en 28 september 2011 in Hongarije.
| Pos | Team        | Wed | W | G | V | Ptn | DV | DT | +/− | Kwalificatie                  |   | HUN | BLR | NOR | AND |
| --- | ----------- | --- | - | - | - | --- | -- | -- | --- | ----------------------------- | - | --- | --- | --- | --- |
| 1   | Hongarije   | 3   | 3 | 0 | 0 | 9   | 11 | 3  | +8  | Geplaatst voor de eliteronde. |   | —   | 4–1 | 3–2 | 3–0 |
| 2   | Wit-Rusland | 3   | 2 | 0 | 1 | 6   | 9  | 4  | +5  | Geplaatst voor de eliteronde. |   | —   | —   | 3–0 | 5–0 |
| 3   | Noorwegen   | 3   | 1 | 0 | 2 | 3   | 5  | 6  | −1  |                               |   | —   | —   | —   | 4–0 |
| 4   | Andorra     | 3   | 0 | 0 | 3 | 0   | 0  | 12 | −12 |                               | — | —   | —   | —   |     |

### Groep 2
De wedstrijden werden gespeeld tussen 24 en 29 oktober 2011 in Portugal.
| Pos | Team     | Wed | W | G | V | Ptn | DV | DT | +/− | Kwalificatie                  |   | RUS | POR | ROU | FIN |
| --- | -------- | --- | - | - | - | --- | -- | -- | --- | ----------------------------- | - | --- | --- | --- | --- |
| 1   | Rusland  | 3   | 2 | 1 | 0 | 7   | 5  | 2  | +3  | Geplaatst voor de eliteronde. |   | —   | 1–1 | 1–0 | 3–1 |
| 2   | Portugal | 3   | 2 | 1 | 0 | 7   | 4  | 2  | +2  | Geplaatst voor de eliteronde. |   | —   | —   | 1–0 | 2–1 |
| 3   | Roemenië | 3   | 0 | 1 | 2 | 1   | 2  | 4  | −2  |                               |   | —   | —   | —   | 2–2 |
| 4   | Finland  | 3   | 0 | 1 | 2 | 1   | 4  | 7  | −3  |                               | — | —   | —   | —   |     |

### Groep 3
De wedstrijden werden gespeeld tussen 24 en 29 oktober 2011 in Macedonië.
| Pos | Team            | Wed | W | G | V | Ptn | DV | DT | +/− | Kwalificatie                  |   | SCO | TUR | MKD | SMR |
| --- | --------------- | --- | - | - | - | --- | -- | -- | --- | ----------------------------- | - | --- | --- | --- | --- |
| 1   | Schotland       | 3   | 2 | 1 | 0 | 7   | 5  | 1  | +4  | Geplaatst voor de eliteronde. |   | —   | 1–1 | 1–0 | 3–0 |
| 2   | Turkije         | 3   | 1 | 2 | 0 | 5   | 4  | 2  | +2  | Geplaatst voor de eliteronde. |   | —   | —   | 1–1 | 2–0 |
| 3   | Noord-Macedonië | 3   | 1 | 1 | 1 | 4   | 6  | 2  | +4  |                               |   | —   | —   | —   | 5–0 |
| 4   | San Marino      | 3   | 0 | 0 | 3 | 0   | 0  | 10 | −10 |                               | — | —   | —   | —   |     |

### Groep 4
De wedstrijden werden gespeeld tussen 19 en 24 oktober 2011 in Kazachstan.
| Pos | Team          | Wed | W | G | V | Ptn | DV | DT | +/− | Kwalificatie                  |   | CZE | IRL | KAZ | LIE |
| --- | ------------- | --- | - | - | - | --- | -- | -- | --- | ----------------------------- | - | --- | --- | --- | --- |
| 1   | Tsjechië      | 3   | 3 | 0 | 0 | 9   | 9  | 0  | +9  | Geplaatst voor de eliteronde. |   | —   | 1–0 | 2–0 | 6–0 |
| 2   | Ierland       | 3   | 1 | 1 | 1 | 4   | 9  | 2  | +7  | Geplaatst voor de eliteronde. |   | —   | —   | 1–1 | 8–0 |
| 3   | Kazachstan    | 3   | 1 | 1 | 1 | 4   | 9  | 3  | +6  |                               |   | —   | —   | —   | 8–0 |
| 4   | Liechtenstein | 3   | 0 | 0 | 3 | 0   | 0  | 22 | −22 |                               | — | —   | —   | —   |     |

### Groep 5
De wedstrijden werden gespeeld tussen 12 en 17 oktober 2011 in Denemarken.
| Pos | Team       | Wed | W | G | V | Ptn | DV | DT | +/− | Kwalificatie                  |   | DEN | ITA | AUT | CYP |
| --- | ---------- | --- | - | - | - | --- | -- | -- | --- | ----------------------------- | - | --- | --- | --- | --- |
| 1   | Denemarken | 3   | 3 | 0 | 0 | 9   | 11 | 3  | +8  | Geplaatst voor de eliteronde. |   | —   | 4–1 | 2–1 | 5–1 |
| 2   | Italië     | 3   | 2 | 0 | 1 | 6   | 7  | 6  | +1  | Geplaatst voor de eliteronde. |   | —   | —   | 3–2 | 3–0 |
| 3   | Oostenrijk | 3   | 1 | 0 | 2 | 3   | 5  | 5  | 0   |                               |   | —   | —   | —   | 2–0 |
| 4   | Cyprus     | 3   | 0 | 0 | 3 | 0   | 1  | 10 | −9  |                               | — | —   | —   | —   |     |

### Groep 6
De wedstrijden werden gespeeld tussen 26 en 31 oktober 2011 in Bosnië en Herzegovina.
| Pos | Team                  | Wed | W | G | V | Ptn | DV | DT | +/− | Kwalificatie                  |   | ENG | NED | BIH | LAT |
| --- | --------------------- | --- | - | - | - | --- | -- | -- | --- | ----------------------------- | - | --- | --- | --- | --- |
| 1   | Engeland              | 3   | 3 | 0 | 0 | 9   | 7  | 0  | +7  | Geplaatst voor de eliteronde. |   | —   | 1–0 | 2–0 | 4–0 |
| 2   | Nederland             | 3   | 2 | 0 | 1 | 6   | 7  | 2  | +5  | Geplaatst voor de eliteronde. |   | —   | —   | 3–0 | 4–1 |
| 3   | Bosnië en Herzegovina | 3   | 1 | 0 | 2 | 3   | 1  | 5  | −4  |                               |   | —   | —   | —   | 1–0 |
| 4   | Letland               | 3   | 0 | 0 | 3 | 0   | 1  | 9  | −8  |                               | — | —   | —   | —   |     |

### Groep 7
De wedstrijden werden gespeeld tussen 25 en 30 oktober 2011 in Kroatië.
| Pos | Team         | Wed | W | G | V | Ptn | DV | DT | +/− | Kwalificatie                  |   | BEL | UKR | AZE | CRO |
| --- | ------------ | --- | - | - | - | --- | -- | -- | --- | ----------------------------- | - | --- | --- | --- | --- |
| 1   | België       | 3   | 2 | 0 | 1 | 6   | 5  | 5  | 0   | Geplaatst voor de eliteronde. |   | —   | 0–2 | 1–0 | 4–3 |
| 2   | Oekraïne     | 3   | 1 | 1 | 1 | 4   | 2  | 1  | +1  | Geplaatst voor de eliteronde. |   | —   | —   | 0–0 | 0–1 |
| 3   | Azerbeidzjan | 3   | 1 | 1 | 1 | 4   | 2  | 2  | 0   |                               |   | —   | —   | —   | 2–1 |
| 4   | Kroatië      | 3   | 1 | 0 | 2 | 3   | 5  | 6  | −1  |                               | — | —   | —   | —   |     |

### Groep 8
De wedstrijden werden gespeeld tussen 21 en 26 september 2011 in Moldavië.
| Pos | Team      | Wed | W | G | V | Ptn | DV | DT | +/− | Kwalificatie                  |  | SWE | GEO | BUL | MDA |
| --- | --------- | --- | - | - | - | --- | -- | -- | --- | ----------------------------- |  | --- | --- | --- | --- |
| 1   | Zweden    | 3   | 2 | 1 | 0 | 7   | 5  | 0  | +5  | Geplaatst voor de eliteronde. |  | —   | 2–0 | 0–0 | 3–0 |
| 2   | Georgië   | 3   | 2 | 0 | 1 | 6   | 5  | 5  | 0   | Geplaatst voor de eliteronde. |  | —   | —   | 3–2 | 2–1 |
| 3   | Bulgarije | 3   | 1 | 1 | 1 | 4   | 4  | 3  | +1  | Geplaatst voor de eliteronde. |  | —   | —   | —   | 2–0 |
| 4   | Moldavië  | 3   | 0 | 0 | 3 | 0   | 1  | 7  | −6  |                               |  | —   | —   | —   | —   |

### Groep 9
De wedstrijden werden gespeeld tussen 17 en 22 oktober 2011 in Servië.
| Pos | Team     | Wed | W | G | V | Ptn | DV | DT | +/− | Kwalificatie                  |  | SRB | LTU | WAL | ARM |
| --- | -------- | --- | - | - | - | --- | -- | -- | --- | ----------------------------- |  | --- | --- | --- | --- |
| 1   | Servië   | 3   | 3 | 0 | 0 | 9   | 10 | 2  | +8  | Geplaatst voor de eliteronde. |  | —   | 2–0 | 6–1 | 2–1 |
| 2   | Litouwen | 3   | 1 | 0 | 2 | 3   | 4  | 4  | 0   | Geplaatst voor de eliteronde. |  | —   | —   | 0–2 | 4–0 |
| 3   | Wales    | 3   | 1 | 0 | 2 | 3   | 5  | 9  | −4  | Geplaatst voor de eliteronde. |  | —   | —   | —   | 2–3 |
| 4   | Armenië  | 3   | 1 | 0 | 2 | 3   | 4  | 8  | −4  |                               |  | —   | —   | —   | —   |

### Groep 10
De wedstrijden werden gespeeld tussen 28 oktober en 2 november 2011 in Luxemburg.
| Pos | Team          | Wed | W | G | V | Ptn | DV | DT | +/− | Kwalificatie                  |   | FRA | LUX | NIR | FAR |
| --- | ------------- | --- | - | - | - | --- | -- | -- | --- | ----------------------------- | - | --- | --- | --- | --- |
| 1   | Frankrijk     | 3   | 3 | 0 | 0 | 9   | 11 | 0  | +11 | Geplaatst voor de eliteronde. |   | —   | 2–0 | 4–0 | 5–0 |
| 2   | Luxemburg     | 3   | 1 | 1 | 1 | 4   | 2  | 3  | −1  | Geplaatst voor de eliteronde. |   | —   | —   | 1–0 | 1–1 |
| 3   | Noord-Ierland | 3   | 1 | 0 | 2 | 3   | 2  | 5  | −3  |                               |   | —   | —   | —   | 2–0 |
| 4   | Faeröer       | 3   | 0 | 1 | 2 | 1   | 1  | 8  | −7  |                               | — | —   | —   | —   |     |

### Groep 11
De wedstrijden werden gespeeld tussen 19 en 24 oktober 2011 in Montenegro.
| Pos | Team       | Wed | W | G | V | Ptn | DV | DT | +/− | Kwalificatie                  |   | ESP | POL | MNE | MLT |
| --- | ---------- | --- | - | - | - | --- | -- | -- | --- | ----------------------------- | - | --- | --- | --- | --- |
| 1   | Spanje     | 3   | 3 | 0 | 0 | 9   | 10 | 1  | +9  | Geplaatst voor de eliteronde. |   | —   | 2–0 | 2–1 | 6–0 |
| 2   | Polen      | 3   | 2 | 0 | 1 | 6   | 5  | 2  | +3  | Geplaatst voor de eliteronde. |   | —   | —   | 2–0 | 2–0 |
| 3   | Montenegro | 3   | 1 | 0 | 2 | 3   | 4  | 4  | 0   |                               |   | —   | —   | —   | 3–0 |
| 4   | Malta      | 3   | 0 | 0 | 3 | 0   | 0  | 12 | −12 |                               | — | —   | —   | —   |     |

### Groep 12
De wedstrijden werden gespeeld tussen 13 en 18 oktober 2011 in Estland.
| Pos | Team      | Wed | W | G | V | Ptn | DV | DT | +/− | Kwalificatie                  |   | GER | ALB | SVK | EST |
| --- | --------- | --- | - | - | - | --- | -- | -- | --- | ----------------------------- | - | --- | --- | --- | --- |
| 1   | Duitsland | 3   | 3 | 0 | 0 | 9   | 8  | 0  | +8  | Geplaatst voor de eliteronde. |   | —   | 1–0 | 2–0 | 5–0 |
| 2   | Albanië   | 3   | 1 | 1 | 1 | 4   | 3  | 3  | 0   | Geplaatst voor de eliteronde. |   | —   | —   | 2–1 | 1–1 |
| 3   | Slowakije | 3   | 1 | 0 | 2 | 3   | 6  | 4  | +2  |                               |   | —   | —   | —   | 5–0 |
| 4   | Estland   | 3   | 0 | 1 | 2 | 1   | 1  | 11 | −10 |                               | — | —   | —   | —   |     |

### Groep 13
De wedstrijden werden gespeeld tussen 12 en 17 oktober 2011 in Israël.
| Pos | Team        | Wed | W | G | V | Ptn | DV | DT | +/− | Kwalificatie                  |   | ISL | SUI | GRE | ISR |
| --- | ----------- | --- | - | - | - | --- | -- | -- | --- | ----------------------------- | - | --- | --- | --- | --- |
| 1   | IJsland     | 3   | 2 | 0 | 1 | 6   | 3  | 5  | −2  | Geplaatst voor de eliteronde. |   | —   | 1–5 | 1–0 | 1–0 |
| 2   | Zwitserland | 3   | 1 | 1 | 1 | 4   | 7  | 4  | +3  | Geplaatst voor de eliteronde. |   | —   | —   | 0–0 | 2–3 |
| 3   | Griekenland | 3   | 1 | 1 | 1 | 4   | 4  | 2  | +2  |                               |   | —   | —   | —   | 4–1 |
| 4   | Israël      | 3   | 1 | 0 | 2 | 3   | 4  | 7  | −3  |                               | — | —   | —   | —   |     |

### Ranking nummers 3
| Group | Team                  | Pld | W | D | L | GF | GA | GD | Pts |
| ----- | --------------------- | --- | - | - | - | -- | -- | -- | --- |
| 9     | Wales                 | 2   | 1 | 0 | 1 | 3  | 6  | −3 | 3   |
| 8     | Bulgarije             | 2   | 0 | 1 | 1 | 2  | 3  | −1 | 1   |
| 3     | Noord-Macedonië       | 2   | 0 | 1 | 1 | 1  | 2  | −1 | 1   |
| 13    | Griekenland           | 2   | 0 | 1 | 1 | 0  | 1  | −1 | 1   |
| 7     | Azerbeidzjan          | 2   | 0 | 1 | 1 | 0  | 1  | −1 | 1   |
| 4     | Kazachstan            | 2   | 0 | 1 | 1 | 1  | 3  | −2 | 1   |
| 5     | Oostenrijk            | 2   | 0 | 0 | 2 | 3  | 5  | −2 | 0   |
| 2     | Roemenië              | 2   | 0 | 0 | 2 | 0  | 2  | −2 | 0   |
| 11    | Montenegro            | 2   | 0 | 0 | 2 | 1  | 4  | −3 | 0   |
| 12    | Slowakije             | 2   | 0 | 0 | 2 | 1  | 4  | −3 | 0   |
| 1     | Noorwegen             | 2   | 0 | 0 | 2 | 2  | 6  | −4 | 0   |
| 6     | Bosnië en Herzegovina | 2   | 0 | 0 | 2 | 0  | 5  | −5 | 0   |
| 10    | Noord-Ierland         | 2   | 0 | 0 | 2 | 0  | 5  | −5 | 0   |

## Loting eliteronde
De loting voor de eliteronde werd gehouden op 29 november 2011 in Nyon, Zwitserland. De landen werden verdeeld over vier potten. Bij de indeling is rekening gehouden met de resultaten uit de kwalificatieronde. De zeven beste landen zijn in pot A gezet en zo verder tot pot D, waarin de zeven zwakste landen zitten. Twee landen die in de kwalificatieronde al tegen elkaar uitkwamen konden in de eliteronde niet nog een keer bij elkaar terecht komen.
| Pot A                                                           | Pot B                                                            | Pot C                                               | Pot D                                                           |
| --------------------------------------------------------------- | ---------------------------------------------------------------- | --------------------------------------------------- | --------------------------------------------------------------- |
| Frankrijk Spanje Tsjechië Denemarken Hongarije Servië Duitsland | Engeland Zweden Schotland Rusland Portugal Wit-Rusland Nederland | Polen Italië België Georgië IJsland Turkije Ierland | Zwitserland Bulgarije Oekraïne Albanië Luxemburg Litouwen Wales |

## Eliteronde

### Groep 1
De wedstrijden werden gespeeld tussen 24 en 29 maart 2012 in Frankrijk.
| Pos | Team        | Wed | W | G | V | Ptn | DV | DT | +/− | Kwalificatie                      |   | FRA | SWE | ITA | SUI |
| --- | ----------- | --- | - | - | - | --- | -- | -- | --- | --------------------------------- | - | --- | --- | --- | --- |
| 1   | Frankrijk   | 3   | 3 | 0 | 0 | 9   | 6  | 2  | +4  | Geplaatst voor het hoofdtoernooi. |   | —   | 3–1 | 1–0 | 2–1 |
| 2   | Zweden      | 3   | 1 | 1 | 1 | 4   | 3  | 3  | 0   |                                   |   | —   | —   | 0–0 | 2–0 |
| 3   | Italië      | 3   | 1 | 1 | 1 | 4   | 2  | 2  | 0   |                                   | — | —   | —   | 2–1 |     |
| 4   | Zwitserland | 3   | 0 | 0 | 3 | 0   | 2  | 6  | −4  |                                   | — | —   | —   | —   |     |

### Groep 2
De wedstrijden werden gespeeld tussen 24 en 29 maart 2012 in Luxemburg.
| Pos | Team        | Wed | W | G | V | Ptn | DV | DT | +/− | Kwalificatie                      |   | POL | CZE | BLR | LUX |
| --- | ----------- | --- | - | - | - | --- | -- | -- | --- | --------------------------------- | - | --- | --- | --- | --- |
| 1   | Polen       | 3   | 3 | 0 | 0 | 9   | 7  | 1  | +6  | Geplaatst voor het hoofdtoernooi. |   | —   | 2–0 | 2–0 | 3–1 |
| 2   | Tsjechië    | 3   | 1 | 1 | 1 | 4   | 2  | 3  | −1  |                                   |   | —   | —   | 0–0 | 2–1 |
| 3   | Wit-Rusland | 3   | 0 | 2 | 1 | 2   | 1  | 3  | −2  |                                   | — | —   | —   | 1–1 |     |
| 4   | Luxemburg   | 3   | 0 | 1 | 2 | 1   | 3  | 6  | −3  |                                   | — | —   | —   | —   |     |

### Groep 3
De wedstrijden werden gespeeld tussen 26 en 31 maart 2012 in Georgië.
| Pos | Team     | Wed | W | G | V | Ptn | DV | DT | +/− | Kwalificatie                      |   | GEO | ESP | ENG | UKR |
| --- | -------- | --- | - | - | - | --- | -- | -- | --- | --------------------------------- | - | --- | --- | --- | --- |
| 1   | Georgië  | 3   | 2 | 1 | 0 | 7   | 3  | 1  | +2  | Geplaatst voor het hoofdtoernooi. |   | —   | 1–1 | 1–0 | 1–0 |
| 2   | Spanje   | 3   | 1 | 2 | 0 | 5   | 7  | 3  | +4  |                                   |   | —   | —   | 4–0 | 2–2 |
| 3   | Engeland | 3   | 1 | 0 | 2 | 3   | 1  | 5  | −4  |                                   | — | —   | —   | 1–0 |     |
| 4   | Oekraïne | 3   | 0 | 1 | 2 | 1   | 2  | 4  | −2  |                                   | — | —   | —   | —   |     |

### Groep 4
De wedstrijden werden gespeeld tussen 20 en 25 maart 2012 in Duitsland.
| Pos | Team      | Wed | W | G | V | Ptn | DV | DT | +/− | Kwalificatie                      |   | GER | POR | BUL | TUR |
| --- | --------- | --- | - | - | - | --- | -- | -- | --- | --------------------------------- | - | --- | --- | --- | --- |
| 1   | Duitsland | 3   | 2 | 1 | 0 | 7   | 6  | 1  | +5  | Geplaatst voor het hoofdtoernooi. |   | —   | 0–0 | 2–1 | 4–0 |
| 2   | Portugal  | 3   | 1 | 2 | 0 | 5   | 3  | 0  | +3  |                                   |   | —   | —   | 0–0 | 3–0 |
| 3   | Bulgarije | 3   | 1 | 1 | 1 | 4   | 3  | 2  | +1  |                                   | — | —   | —   | 2–0 |     |
| 4   | Turkije   | 3   | 0 | 0 | 3 | 0   | 0  | 9  | −9  |                                   | — | —   | —   | —   |     |

### Groep 5
De wedstrijden werden gespeeld tussen 22 en 27 maart 2012 in Nederland.
| Pos | Team      | Wed | W | G | V | Ptn | DV | DT | +/− | Kwalificatie                      |   | NED | SRB | ALB | IRL |
| --- | --------- | --- | - | - | - | --- | -- | -- | --- | --------------------------------- | - | --- | --- | --- | --- |
| 1   | Nederland | 3   | 2 | 1 | 0 | 7   | 7  | 2  | +5  | Geplaatst voor het hoofdtoernooi. |   | —   | 1–1 | 4–0 | 2–1 |
| 2   | Servië    | 3   | 2 | 1 | 0 | 7   | 5  | 1  | +4  |                                   |   | —   | —   | 3–0 | 1–0 |
| 3   | Albanië   | 3   | 1 | 0 | 2 | 3   | 2  | 8  | −6  |                                   | — | —   | —   | 2–1 |     |
| 4   | Ierland   | 3   | 0 | 0 | 3 | 0   | 2  | 5  | −3  |                                   | — | —   | —   | —   |     |

### Groep 6
De wedstrijden werden gespeeld tussen 20 en 25 maart 2012 in Schotland.
| Pos | Team       | Wed | W | G | V | Ptn | DV | DT | +/− | Kwalificatie                      |   | ISL | DEN | SCO | LTU |
| --- | ---------- | --- | - | - | - | --- | -- | -- | --- | --------------------------------- | - | --- | --- | --- | --- |
| 1   | IJsland    | 3   | 2 | 1 | 0 | 7   | 7  | 2  | +5  | Geplaatst voor het hoofdtoernooi. |   | —   | 2–2 | 1–0 | 4–0 |
| 2   | Denemarken | 3   | 2 | 1 | 0 | 7   | 8  | 5  | +3  |                                   |   | —   | —   | 3–2 | 3–1 |
| 3   | Schotland  | 3   | 1 | 0 | 2 | 3   | 3  | 4  | −1  |                                   | — | —   | —   | 1–0 |     |
| 4   | Litouwen   | 3   | 0 | 0 | 3 | 0   | 1  | 8  | −7  |                                   | — | —   | —   | —   |     |

### Groep 7
De wedstrijden werden gespeeld tussen 23 en 28 maart 2012 in Hongarije.
| Pos | Team      | Wed | W | G | V | Ptn | DV | DT | +/− | Kwalificatie                      |   | BEL | HUN | RUS | WAL |
| --- | --------- | --- | - | - | - | --- | -- | -- | --- | --------------------------------- | - | --- | --- | --- | --- |
| 1   | België    | 3   | 2 | 1 | 0 | 7   | 8  | 2  | +6  | Geplaatst voor het hoofdtoernooi. |   | —   | 2–2 | 3–0 | 3–0 |
| 2   | Hongarije | 3   | 2 | 1 | 0 | 7   | 10 | 5  | +5  |                                   |   | —   | —   | 3–2 | 5–1 |
| 3   | Rusland   | 3   | 1 | 0 | 2 | 3   | 4  | 7  | −3  |                                   | — | —   | —   | 2–1 |     |
| 4   | Wales     | 3   | 0 | 0 | 3 | 0   | 2  | 10 | −8  |                                   | — | —   | —   | —   |     |

Jeugd-EK's: onder 21 · onder 19       Jeugd-WK's: onder 20 · onder 17